# 林迶
林 迶（はやし ゆう、1924年5月19日 - 1994年2月11日）は、日本の政治家。参議院議員（3期、自由民主党）。労働大臣（第48代）。
逓信相や農商務相を歴任した林有造の孫、副総理や衆議院議長などを歴任した林譲治の長男。弟・林遉（さすが）は宿毛市市長を務めた。

## 来歴・人物
高知県出身。明治大学政経学部卒業後、東邦レーヨンに勤務。1974年参議院高知県選挙区補欠選挙で当選し、3期務める。
1979年6月6日、参議院本会議で元号法案に対し自由民主党・自由国民会議を代表し賛成討論を行った。
1985年、第2次中曽根第2次改造内閣の労働大臣に就任。1989年の第15回参議院議員通常選挙で落選。翌1990年の第39回衆議院議員総選挙に無所属で出馬したが、再度落選し引退。
1994年2月11日、急性肺炎のため死去、69歳。死没日をもって勲一等瑞宝章追贈、従三位に叙される。